# Навіны Палесся
«Навіны Палесся» — районная общественно-политическая газета, издаётся на белорусском и русском языках в городе Столине, Брестская область. Учредители: Столинский районный исполнительный комитет; Столинский районный совет депутатов. Выходит на белорусском и русском языках 2 раза в неделю (по вторникам на 6-8 полосах, по пятницам — на 14-16).

## История
Первый номер газеты вышел 30 октября 1939 года. Первоначально называлась «Крестьянская правда», «Сялянская праўда» (с 12 декабря 1940 г. — 1941 гг.), «Ленінскі шлях» (с 24 декабря 1944 г. — 1962 г.), с марта 1963 года современное название
В газете в разные годы профессиональный путь начинали известные журналисты, трудились внештатные авторы.
В послевоенное время газета на Столинщине называлась «Ленінскі шлях». Первый её номер с этим названием вышел 24 декабря 1944 года. Стоила газета 15 копеек. Вот как определяли роль газеты в обществе тогдашние журналисты в своём обращении к читателям с первой полосы первого номера газеты: «Сёння выходзіць першы нумар нашай раённай газеты „Ленінскі шлях“. Працоўныя зноў атрымалі магчымасць маць сваю газету, выступаць на яе старонках з крытыкай недахопаў па тым або іншым участку работы, дзяліцца перадавым вопытам і гэтак далей. Просьба да ўсіх <…> прымаць самы актыўны ўдзел…» Оригинал первого номера газеты «Ленінскі шлях» хранится в районном краеведческом музее Столина.
Выходила газета до начала 1962 года.
Возник вопрос о необходимости издания газеты в Столине. Тогдашний зам. редактора Вера Тимофеевна Полагута предложила название «Полесская новь». Руководству района в нём особенно понравилось слово «полесская», но так как было дано указание издавать газету на белорусском языке, то и название должно быть тоже по-белорусски. Так появилось название «Навіны Палесся», под ним газета выходит с 1963 года.

## Награды
| Дата           | Название награды | Номинация                                                                                           |
| -------------- | ---------------- | --------------------------------------------------------------------------------------------------- |
| 4 мая, 2012 г. | «Золотая Литера» | «Лучшие материалы социально-экономической тематики районных, городских, многотиражных печатных СМИ» |
| 5 мая, 2015 г. | «Золотая Литера» | «Лучшие материалы по тематике спорта и здорового образа жизни»                                      |